# Telavåg
Tælavåg este o localitate din comuna Sund, provincia Hordaland, Norvegia, cu o suprafață de 0,67 km² și o populație de 551 locuitori (2013).